# بيرت شنايدر
بيرتن«بيرت» جيروم شنايدر (5 مايو 1933 - 12 ديسمبر 2011) هو منتج سينمائي أمريكي.
كان المسؤل عن العديد من الأفلام الموضعية في أواخر الستينيات وأوائل السبعينيات، بما في ذلك فيلم الطريق السائق البسيط (1969)، من إخراج دينيس هوبر.

## النشأة والتعليم
ولد شنايدر لعائلة يهودية ثرية  في مدينة نيويورك ونشأ فينيو روتشيل  كان والده أبراهام شنايدر الذي خلف هاري كوهن رئيسًا لصحيفة كولومبيا بيكتشرز. كان وسط شقيقين، هارولد الأصغر وستانلي الأكبر. كان يميل شنايدر نحو السياسة المتمردة في ذلك اليوم. لفترة وجيزة كان طالباً في جامعة كورنيل، وتقع في إيثاكا (نيويورك) ، وطرد في نهاية المطاف.
وأصبح أخوه هارولد شنايدر منتجًا سينمائيًا أيضًا.

## المهنة
في عام 1953، عمل في شركة سكرين جيمز، قسم التلفزيون في كولومبيا في لوس أنجلوس. في عام 1965، شكّل شنايدر شراكة مع المخرج السينمائي بوب رافيلسون، وأسسوا شركة رايبيرت للإنتاج ‏. أحضرا الثنائي للتلفاز المونكيز (1966-1968)، وهو مسلسل كوميدي عن فرقة الروك الخيالية (التي أصبحت فيما بعد فرقة حقيقية بنفس الاسم المونكيز).
سمح نجاح مسلسل المونكيز لشنايدر ورافليسون باقتحام الأفلام الروائية، أولاً مع الثقافة المضادة لفيلم هيد (1968)، بطولة المونكيز، من إخراج رافيلسون، وعرض سيناريو شارك في كتابته رافيلسون وجاك نيكلسون. فشل الفيلم في أول إصدار له بسبب ضعف التوزيع وعدم وجود جمهور مستهدف لعام 1968.  وقد خيب أمل مشجعي المونكيز من أن سيل وعي حلقة القصص غير المترابطة، لم تكن مجرد حلقة موسعة. ربما احتضن عشاق الأفلام الفنية إبداعهم ولكنهم لم يهتموا بالفيلم. في السنوات الأخيرة، حصل الفيلم على آراء أعلى من المتوسط من النقاد والمشجعين على حد سواء باعتبارها فترة مثيرة للاهتمام من فترة الستينيات.
حققوا نجاحًا كبيرًا لأول مرة مع فيلم السائق البسيط (1969)، والذي دخل عصر هوليوود الجديدة. ثم تبعها فيلم الدراما خمس قطع سهلة (1970)، الذي أخرجه رافيلسون. بعد خمس قطع سهلة، أضاف شنايدر ورافلسون شريكًا، ستيفن بلاونر ‏، ورايبرت وتحول اسم الشركة إلى إنتاجات بي بي سي.
ثم قاموا بعد ذلك بعمل سلسلة من الأفلام، بما في ذلك أفلام الدراما آخر عرض صور (1971)، من إخراج بيتر بوغدانوفيتش و ملك حدائق مارفن ‏ (1972)، من إخراج رافيلسون. في عام 1975، كان عضوًا في لجنة التحكيم في مهرجان موسكو السينمائي الدولي التاسع ‏.

### جدال جائزة الأوسكار
في عام 1975، حصل شنايدر على جائزة الأوسكار لأفضل فيلم وثائقي لإنتاج هارتس آند مايندز (قلوب وعقول ‏) (1974)، وهو فيلم وثائقي عن حرب فيتنام، أخرجه بيتر ديفيس. كان خطاب قبوله واحداً من أكثر القضايا السياسية إثارة للجدل في تاريخ الحفل. شمل خطاب شنايدر هذا البيان: «من المثير للسخرية أننا هنا في وقت قبل أن تكون فيتنام على وشك أن تتحرر». ثم قرأ برقية من رئيس الوفد الفيتنامي الشمالي إلى محادثات باريس للسلام. وشكر الحركة المناهضة للحرب «لكل ما فعلوه نيابة عن السلام. تحية الصداقة لكل الشعب الأمريكي». بعد تلقي الآلاف من البرقيات الغاضبة وراء الكواليس، ظهر فرانك سيناترا في وقت لاحق في العرض لقراءة بيان إخلاء تنكر بيان شنايدر، والذي أثار بدوره استجابات غاضبة من الممثلين شيرلي ماكلين ووارن بيتي. وهاجم بيتي سيناترا في وقت لاحق على خشبة المسرح، واصفاً إياه بـ «أنت جمهوري قديم».

### الحياة الشخصية
في عام 1954، تزوج من زوجته الأولى، جودي فاينبرج (من مواليد 1936)، الذي كانت أيضا يهودية ومن عائلة ثرية. كان لديهم طفلين: جيفري وأودري. تطلقوا فيما بعد وتزوج بعد ذلك ثلاث مرات.

## في الثقافة الشعبية
تأسست شخصية بيتر فوندا، تيري فالينتاين، في فيلم الجريمة ذا ليمي ‏ (1999) جزئاً من شخصية شنايدر، وفقاً لمقابلة فوندا على قرص الفيديو الرقمي للفيلم.
| السنة | العنوان          | النوع الفني             | ملاحظة |
| ----- | ---------------- | ----------------------- | ------ |
| 1966  | المونكيز         | تلفزيوني كوميديا الموقف |        |
| 1968  | هيد              |                         |        |
| 1969  | السائق البسيط    | فيلم دراما              | منتج   |
| 1970  | خمس قطع سهلة     | فيلم الطريق             |        |
| 1971  | آخر عرض صور      | فيلم دراما              |        |
| 1971  | يقول قد ‏         | فيلم دراما              |        |
| 1971  | مكان آمن ‏        | فيلم دراما              |        |
| 1972  | ملك حدائق مارفن ‏ | فيلم دراما              |        |
| 1974  | قلوب وعقول ‏      | فيبم وثائقي             |        |
| 1977  | المسارات         | فيلم دراما              |        |
| 1978  | أيام الجنة       | فيلم دراما              |        |
| 1981  | إنجليزية ركيكة ‏  | فيلم دراما              |        |

## وصلات خارجية
- بيرت شنايدر على موقع IMDb (الإنجليزية)
- بيرت شنايدر على موقع الموسوعة البريطانية (الإنجليزية)
- بيرت شنايدر على موقع ألو سيني (الفرنسية)
- بيرت شنايدر على موقع أول موفي (الإنجليزية)
- بيرت شنايدر على موقع قاعدة بيانات الأفلام السويدية (السويدية)
- بيرت شنايدر على موقع قاعدة بيانات الفيلم (الإنجليزية)
- بيرت شنايدر على موقع كينوبويسك (الروسية)
- Bert Schneider: Hearts and Minds papers, 1969-2002, University Archives and Special Collections, Joseph P. Healey Library, University of Massachusetts Boston
- FBI Docs[وصلة مكسورة] Bert Schneider FBI File